# قائمة أكبر يخوت في العالم
تحتوي هذه القائمة أكبر يخوت العالم التي يبلغ طولها 100 متر فأكثر، مصنفة حسب طولها.

الطول هو المقياس الوحيد الذي يجمع كل اليخوت الفاخرة وهو عادة ما يستعمل في كل المقارنات.

تحتوي هذه المقالة اليخوت التي إما يملكها الحكام أو رؤساء الدول وإما الشركات أو الخواص أو العوام.

## القائمة
| الرتبة | الاسم         | الطول (بالمتر) | الدخول في الخدمة | المالك                                                   | الصانع                                  | ملاحظات                                                                              | الصورة |
| ------ | ------------- | -------------- | ---------------- | -------------------------------------------------------- | --------------------------------------- | ------------------------------------------------------------------------------------ | ------ |
| 1      | عزام          | 180            | 2013             | الشيخ خليفة بن زايد آل نهيان ( الإمارات العربية المتحدة) | لورسن (ألمانيا)                         | يقدر سعره ب400 مليون دولار أمريكي.                                                   |        |
| 2      | إكليبس        | 162.5          | 2010             | رومان أبراموفيتش ( روسيا)                                | بلوم + فوس (ألمانيا)                    | يقدر سعره ب380 مليون دولار أمريكي.                                                   |        |
| 3      | دبي           | 162            | 2006             | الأمير محمد بن راشد آل مكتوم ( الإمارات العربية المتحدة) | لورسن و بلوم + فوس (ألمانيا)            |                                                                                      |        |
| 4      | آل سعيد (يخت) | 155            | 2007             | السلطان قابوس بن سعيد ( عُمان)                            | لورسن و بلوم + فوس (ألمانيا)            | مشروع سابق بإسم سانفلاور                                                             |        |
| 5      | عبد العزيز    | 147            | 1984             | يخت ملكي سعودي ( السعودية)                               | هيلسينجور فيرفت (دنمارك)                |                                                                                      |        |
| 6      | توباز         | 147            | 2012             | منصور بن زايد آل نهيان ( الإمارات العربية المتحدة)       | لورسن (ألمانيا)                         |                                                                                      |        |
| 7      | المحروسة      | 145.7          | 1865             | يخت رئاسي مصري ( مصر)                                    | صامودة براذرز (إنجلترا)                 |                                                                                      |        |
| 8      | ياس           | 141            | 2011             | حمدان بن زايد آل نهيان ( الإمارات العربية المتحدة)       | أبوظبي مار شيبيارد (الإمارات)           |                                                                                      |        |
| 9      | السلامة       | 139.28         | 1999             | الأمير سلطان بن عبد العزيز آل سعود ( السعودية)           | لورسن (ألمانيا)                         | قديما إسمه ميبوس                                                                     |        |
| 10     | ريسينغ سان    | 138            | 2004             | لاري إليسون ( الولايات المتحدة)                          | لورسن (ألمانيا)                         |                                                                                      |        |
| 11     | سفارونا       | 136.20         | 1931             | كهرمان صادق أوغلو ( تركيا)                               | بلوم + فوس (ألمانيا)                    |                                                                                      |        |
| 12     | سيرين         | 134            | 2011             | الأمير محمد بن سلمان آل سعود ( السعودية)                 | فينكانتييري (إيطاليا)                   |                                                                                      |        |
| 13     | المرقاب       | 133            | 2008             | أمير قطر ( قطر)                                          | بيترز سشيفباو (ألمانيا)                 | مشروع سابق إسمه ماي                                                                  |        |
| 14     | أخطبوط        | 127            | 2003             | بول ألين ( الولايات المتحدة)                             | لورسن و هولدتسوارك دوتش وارفت (ألمانيا) |                                                                                      |        |
| 15     | كاتارا        | 124            | 2010             | أمير قطر ( قطر)                                          | لورسن (ألمانيا)                         | سابقا كان إسمه كريستال                                                               |        |
| 16     | ألكسندر       | 122.10         | 1976             | عائلة لاتسيس ( اليونان)                                  | فلاندر (ألمانيا)                        |                                                                                      |        |
| 17     | أ             | 119            | 2009             | أندريه ملنيشينكو ( روسيا)                                | بلوم + فوس (ألمانيا)                    | مشروع سابق إسمه سيغما                                                                |        |
| 18     | أتلانتس 2     | 115            | 1981             | عائلة نياركوس ( اليونان)                                 | هيلينيك (اليونان)                       |                                                                                      |        |
| 19     | لونا          | 115            | 2010             | رومان أبراموفيتش ( روسيا)                                | لويد فيرفت شتاهلبو نورد (ألمانيا)       |                                                                                      |        |
| 20     | إسهام البحر   | 115            | 1973             | آل سعود ( السعودية)                                      | هيلينيك (اليونان)                       | سابقا إمه الأمير عبد العزيز، وأيضا سابقا السلامة.                                    |        |
| 21     | بيلوروس       | 114.50         | 2001             | رومان أبراموفيتش ( روسيا)                                | لورسن (ألمانيا)                         |                                                                                      |        |
| 22     | الأزرق الكبير | 112.80         | 2000             | يوجين شفيدلر ( روسيا، الولايات المتحدة)                  | بريمر فولكان (ألمانيا)                  | مهدى من قبل الملياردير رومان أبراموفيتش                                              |        |
| 23     | دلبر          | 110            | 2008             | علي شير عثمانوف ( روسيا)                                 | لورسن (ألمانيا)                         | يوجد أوجه تشابه كبيرة مع يخت بيلوروس للروسي رومان أبراموفيتش. مشروع سابق إسمه أوبال. |        |
| 24     | المشع         | 110            | 2010             | عبد الله الفطيم ( الإمارات العربية المتحدة)              | لورسن (ألمانيا)                         |                                                                                      |        |
| 26     | ليدي مورا     | 105            | 1991             | ناصر بن إبراهيم الرشيد ( السعودية)                       | بلوم + فوس (ألمانيا)                    |                                                                                      |        |
| 27     | لؤلؤة البحر   | 103.85         | 1982             | قابوس بن سعيد ( عُمان)                                    | بيكيوتي (إيطاليا)                       |                                                                                      |        |

## مقالات ذات صلة
- يخت.
- قائمة صناع اليخوت.

## روابط خارجية
- فيديو إطلاق يخت العزام في ألمانيا المصنع من قبل شركة لورسن في 24 مايو 2012.
- قائمة 100 أكبر يخت في العالم من قبل موقع يوتبوتر.
- قائمة أكبر يخوت العالم في موقع يوت موناكو أي.